# Leichtathletik-Weltmeisterschaften 1983/Teilnehmer (Bundesrepublik Deutschland)
| Goldmedaillen | Silbermedaillen | Bronzemedaillen |
| ------------- | --------------- | --------------- |
| 2             | 5               | 1               |

Der Bundesdeutsche Leichtathletik-Verband stellte mindestens 22 Teilnehmerinnen und 38 Teilnehmer bei den Leichtathletik-Weltmeisterschaften 1983 in der finnischen Hauptstadt Helsinki.

## Medaillen
Mit zwei gewonnenen Gold-, fünf Silber- und einer Bronzemedaille belegte das deutsche Team Platz 5 im Medaillenspiegel.

### Medaillengewinner
| Gold - Patriz Ilg, 3000 m Hindernis - Willi Wülbeck, 800 m | Silber - Jürgen Hingsen, Zehnkampf - Brigitte Kraus, 3000 m - Ulrike Meyfarth, Hochsprung - Harald Schmid, 400 m Hürden - Martin Weppler, Jörg Vaihinger, Harald Schmid, Hartmut Weber, Erwin Skamrahl und Edgar Nakladal, 4 × 400 m | Bronze - Siegfried Wentz, Zehnkampf |

## Ergebnisse

### Frauen

#### Laufdisziplinen
| Athletin/nen                                             | Disziplin    | Vorlauf              | Vorlauf              | Viertelfinale | Viertelfinale | Halbfinale         | Halbfinale         | Finale               | Finale               |
| Athletin/nen                                             | Disziplin    | Zeit                 | Platz                | Zeit          | Platz         | Zeit               | Platz              | Zeit                 | Platz                |
| -------------------------------------------------------- | ------------ | -------------------- | -------------------- | ------------- | ------------- | ------------------ | ------------------ | -------------------- | -------------------- |
| Monika Hirsch                                            | 100 m        | 11,73 s              | 29                   | 11,91 s       | 31            | nicht qualifiziert | nicht qualifiziert | nicht qualifiziert   | nicht qualifiziert   |
| Ute Thimm                                                | 200 m        | 23,56 s              | 14                   | 23,68 s       | 23            | nicht qualifiziert | nicht qualifiziert | nicht qualifiziert   | nicht qualifiziert   |
| Gaby Bußmann                                             | 400 m        | 53,93 s              | 17                   | 51,15 s       | 3             | 51,22 s            | 7                  | 49,75 s              | 4                    |
| Margrit Klinger                                          | 800 m        | 2:02,08 min CR       | 1                    |               |               | 1:59,49 min        | 3                  | 1:58,11 min          | 4                    |
| Brigitte Kraus                                           | 1500 m       | nicht angetreten     | nicht angetreten     |               |               |                    |                    | –––                  | –––                  |
| Brigitte Kraus                                           | 3000 m       | 8:47,25 min          | 6                    |               |               |                    |                    | 8:35,11 min          | BR                   |
| Vera Michallek                                           | 3000 m       | 9:04,51 min          | 19                   |               |               |                    |                    | nicht qualifiziert   | nicht qualifiziert   |
| Monika Lövenich                                          | Marathon     |                      |                      |               |               |                    |                    | 2:39:19 h            | 15                   |
| Charlotte Teske                                          | Marathon     |                      |                      |               |               |                    |                    | Rennen nicht beendet | Rennen nicht beendet |
| Christa Vahlensieck                                      | Marathon     |                      |                      |               |               |                    |                    | 2:40:43 h            | 19                   |
| Ulrike Denk                                              | 100 m Hürden | 13,26 s              | 13                   | 13,14 s       | 11            | 13,16 s            | 11                 | nicht qualifiziert   | nicht qualifiziert   |
| Heike Filsinger                                          | 100 m Hürden | 13,04 s              | 5                    | 13,31 s       | 20            | 13,42 s            | 15                 | nicht qualifiziert   | nicht qualifiziert   |
| Mary Wagner                                              | 400 m Hürden | Rennen nicht beendet | Rennen nicht beendet |               |               | –––                | –––                | –––                  | –––                  |
| Monika Hirsch Elke Vollmer Michaela Schabinger Ute Thimm | 4 × 100 m    | 44,21 s              | 10                   |               |               |                    |                    | nicht qualifiziert   | nicht qualifiziert   |
| Rita Daimer Ute Thimm Gisela Gottwald Gaby Bußmann       | 4 × 400 m    | 3:29,70 min          | 6                    |               |               |                    |                    | 3:29,43 min          | 6                    |

#### Sprung/Wurf
| Athletin          | Disziplin   | Qualifikation       | Qualifikation       | Finale             | Finale             |
| Athletin          | Disziplin   | Weite/Höhe          | Platz               | Weite/Höhe         | Platz              |
| ----------------- | ----------- | ------------------- | ------------------- | ------------------ | ------------------ |
| Ulrike Meyfarth   | Hochsprung  | 1,90 m CR           | 1                   | 1,99 m             | Silber             |
| Sabine Everts     | Weitsprung  | keine gültige Weite | keine gültige Weite | –––                | –––                |
| Christina Sussiek | Weitsprung  | keine gültige Weite | keine gültige Weite | –––                | –––                |
| Claudia Losch     | Kugelstoßen | 18,24 m             | 10                  | 19,72 m            | 7                  |
| Beate Peters      | Speerwurf   | 61,18 m             | 10                  | 62,42 m            | 7                  |
| Ingrid Thyssen    | Speerwurf   | 59,70 m             | 14                  | nicht qualifiziert | nicht qualifiziert |

#### Siebenkampf
| Athletin      | Disziplin | 100 m Hürden | Hochsprung | Kugelstoßen | 200 m   | Weitsprung | Speerwurf | 800 m       | Punkte | Platz |
| ------------- | --------- | ------------ | ---------- | ----------- | ------- | ---------- | --------- | ----------- | ------ | ----- |
| Sabine Everts | Ergebnis  | 13,50 s      | 1,86 m     | 12,32 m     | 23,82 s | 6,46 m     | 36,36 m   | 2:06,80 min | 6398   | 4     |
| Sabine Everts | Punkte    |              |            |             |         |            |           |             | 6398   | 4     |

### Männer

#### Laufdisziplinen
| Athlet | Disziplin        | Vorlauf          | Vorlauf          | Viertelfinale | Viertelfinale | Halbfinale           | Halbfinale           | Finale               | Finale               |
| Athlet | Disziplin        | Zeit             | Platz            | Zeit          | Platz         | Zeit                 | Platz                | Zeit                 | Platz                |
| --- | ---------------- | ---------------- | ---------------- | ------------- | ------------- | -------------------- | -------------------- | -------------------- | -------------------- |
| Christian Haas | 100 m            | 10,39 s          | 15               | 10,36 s       | 5             | 10,39 s              | 8                    | 10,32                | 6                    |
| Andreas Rizzi | 200 m            | 21,51 s          | 31               | 21,37 s       | 24            | nicht qualifiziert   | nicht qualifiziert   | nicht qualifiziert   | nicht qualifiziert   |
| Erwin Skamrahl | 400 m            | 46,31 s          | 6                | 45,90 s       | 6             | 45,61 s              | 3                    | 45,37 s              | 4                    |
| Hartmut Weber | 400 m            | 45,74 s CR       | 1                | 46,08 s       | 6             | 45,61 s              | 3                    | 45,49 s              | 5                    |
| Martin Weppler | 400 m            | 46,32 s          | 9                | 46,12 s       | 9             | 46,55 s              | 14                   | nicht qualifiziert   | nicht qualifiziert   |
| Matthias Assmann | 800 m            | 1:47,15 min      | 15               |               |               | 1:48,73 min          | 19                   | nicht qualifiziert   | nicht qualifiziert   |
| Hans-Peter Ferner | 800 m            | 1:48,34 min      | 26               |               |               | 1:45,25 min CR       | 1                    | 1:45,74 min          | 7                    |
| Willi Wülbeck | 800 m            | 1:46,55 min      | 8                |               |               | 1:46,21 min          | 8                    | 1:43,65 min CR/DR    | Gold                 |
| Uwe Becker | 1500 m           | 3:43,18 min      | 28               |               |               | 3:37,27 min          | 9                    | 3:45,09 min          | 9                    |
| Christoph Herle | 5000 m           | nicht angetreten | nicht angetreten |               |               | –––                  | –––                  | –––                  | –––                  |
| Thomas Wessinghage | 5000 m           | 13:43,66 min     | 4                |               |               | 13:32,37 min         | 5                    | 13:32,46 min         | 6                    |
| Christoph Herle | 10.000 m         | 28:06,71 min     | 12               |               |               |                      |                      | 28:09,05 min         | 8                    |
| Ralf Salzmann | Marathon         |                  |                  |               |               |                      |                      | Rennen nicht beendet | Rennen nicht beendet |
| Axel Schaumann | 110 m Hürden     | 14,40 s          | 25               |               |               | nicht qualifiziert   | nicht qualifiziert   | nicht qualifiziert   | nicht qualifiziert   |
| Harald Schmid | 400 m Hürden     | 49,99 s          | 2                |               |               | 48,57 s              | 2                    | 48,61 s              | Silber               |
| Patriz Ilg | 3000 m Hindernis | 8:22,97 min      | 3                |               |               | 8:20,83 min          | 2                    | 8:15,06 min          | CR                   |
| Rainer Schwarz | 3000 m Hindernis | 8:27,71 min      | 13               |               |               | Rennen nicht beendet | Rennen nicht beendet | –––                  | –––                  |
| Werner Bastians Christian Haas Jürgen Evers Andreas Rizzi                                                                           | 4 × 100 m        | 39,35 s          | 7                |               |               | 39,13 s              | 6                    | 38,56 s              | 5                    |
| Martin Weppler (VL) Jörg Vaihinger (VL/HF/F) Harald Schmid (VL/HS/F) Hartmut Weber (VL/F) Erwin Skamrahl (HF/F) Edgar Nakladal (HF) | 4 × 400 m        | 3:07,40 min      | 6                |               |               | 3:04,96 min          | 7                    | 3:01,83 min          | Silber               |
| Karl Degener | 50 km Gehen      |                  |                  |               |               |                      |                      | 4:06:51 h            | 18                   |

#### Sprung/Wurf
| Athlet            | Disziplin      | Qualifikation      | Qualifikation | Finale             | Finale             |
| Athlet            | Disziplin      | Weite/Höhe         | Platz         | Weite/Höhe         | Platz              |
| ----------------- | -------------- | ------------------ | ------------- | ------------------ | ------------------ |
| Paul Frommeyer    | Hochsprung     | 2,21 m             | q             | 2,19 m             | 16                 |
| Dietmar Mögenburg | Hochsprung     | 2,21 m             | q             | 2,29 m             | 4                  |
| Carlo Thränhardt  | Hochsprung     | 2,21 m             | q             | 2,26 m             | 7                  |
| Günther Lohre     | Stabhochsprung | keine gültige Höhe | q*            | 5,25 m             | 15                 |
| Jürgen Winkler    | Stabhochsprung | 5,20 m+            | q*            | 5,25 m             | 17                 |
| Peter Bouschen    | Dreisprung     | 16,71 m            | 5             | 16,70 m            | 9                  |
| Wolfgang Knabe    | Dreisprung     | 15,61 m            | 22            | nicht qualifiziert | nicht qualifiziert |
| Werner Hartmann   | Diskuswurf     | 59,48 m            | 18            | nicht qualifiziert | nicht qualifiziert |
| Alwin Wagner      | Diskuswurf     | 58,96 m            | 16            | nicht qualifiziert | nicht qualifiziert |
| Klaus Ploghaus    | Hammerwurf     | 74,46 m            | 8             | 76,96              | 6                  |
| Karl-Hans Riehm   | Hammerwurf     | 74,56 m            | 7             | 76,92 m            | 7                  |
| Christoph Sahner  | Hammerwurf     | 73,44 m            | 12            | 72,86 m            | 11                 |
| Klaus Tafelmeier  | Speerwurf      | 88,86 m            | 2             | 80,42 m            | 8                  |

* Anmerkung: Aufgrund schlechten Wetters wurde die Qualifikation nicht beendet. Alle 27 Athleten durften zwei Tage später zu einem Mammutfinale antreten.

#### Zehnkampf
| Athlet           | Disziplin | 100 m   | Weitsprung | Kugelstoßen | Hochsprung | 400 m   | 110 m Hürden | Diskuswurf | Stabhochsprung | Speerwurf | 1500 m      | Punkte | Platz  |
| ---------------- | --------- | ------- | ---------- | ----------- | ---------- | ------- | ------------ | ---------- | -------------- | --------- | ----------- | ------ | ------ |
| Jürgen Hingsen   | Ergebnis  | 10,95 s | 7,75 m     | 15,11 m     | 2,00 m     | 48,08 s | 14,36 s w    | 43,30 m    | 4,90 m         | 67,42 m   | 4:21,59 min | 8561   | Silber |
| Jürgen Hingsen   | Punkte    |         |            |             |            |         |              |            |                |           |             | 8561   | Silber |
| Guido Kratschmer | Ergebnis  | 10,86 s | 7,35 m     | 14,99 m     | 1,94 m     | 48,61 s | 14,29 s w    | 46,56 m    | 4,60 m         | 52,24 m   | 4:36,43 min | 8096   | 9      |
| Guido Kratschmer | Punkte    |         |            |             |            |         |              |            |                |           |             | 8096   | 9      |
| Siegfried Wentz  | Ergebnis  | 10,94 s | 7,24 m     | 15,11 m     | 2,00 m     | 48,09 s | 14,13 s w    | 44,98 m    | 4,70 m         | 75,08 m   | 4:28,52 s   | 8478   | Bronze |
| Siegfried Wentz  | Punkte    |         |            |             |            |         |              |            |                |           |             | 8478   | Bronze |